# Občina Benedikt
Občina Benedikt je ena od občin v Republiki Sloveniji.

## Naselja v občini
Benedikt, Drvanja, Ihova, Ločki Vrh, Negovski Vrh, Obrat, Spodnja Bačkova, Spodnja Ročica, Stara Gora, Sveti Trije Kralji v Slovenskih goricah, Trotkova, Trstenik, Štajngrova

## Prebivalstvo
Ob popisu leta 2001 je bila slovenščina materni jezik 2028 (97,3 %) občanom. Neznano je za 46 (2,2)%. 1522 ali 73 % je rimokatoličanov, 26 ali 1,2 % je ateistov.